# Thysanopyga abdominaria
Thysanopyga abdominaria là một loài bướm đêm trong họ Geometridae.